# Arkadia (Garten)

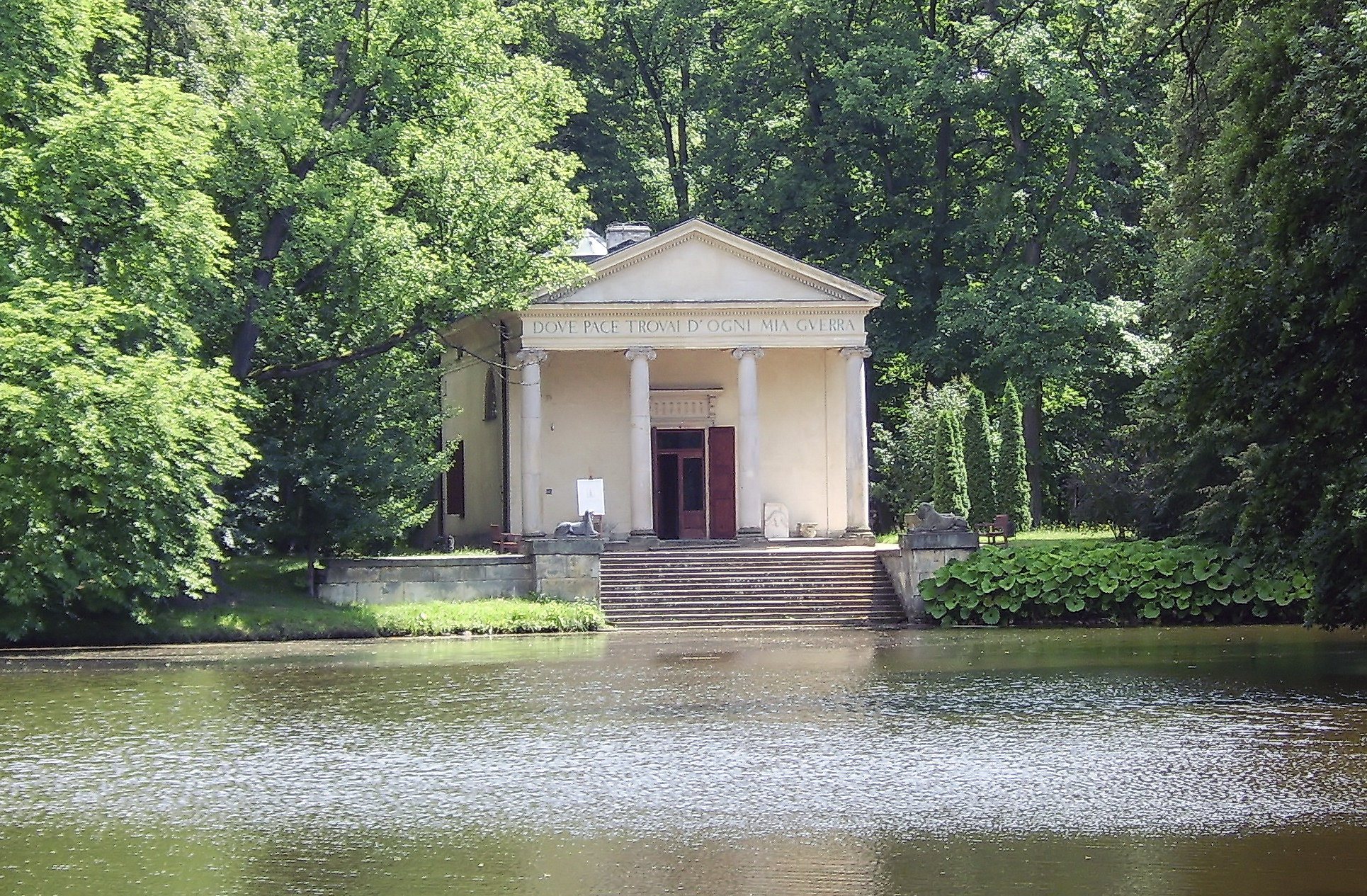
Tempel der Diana, Vorderfront mit Treppe zum See.

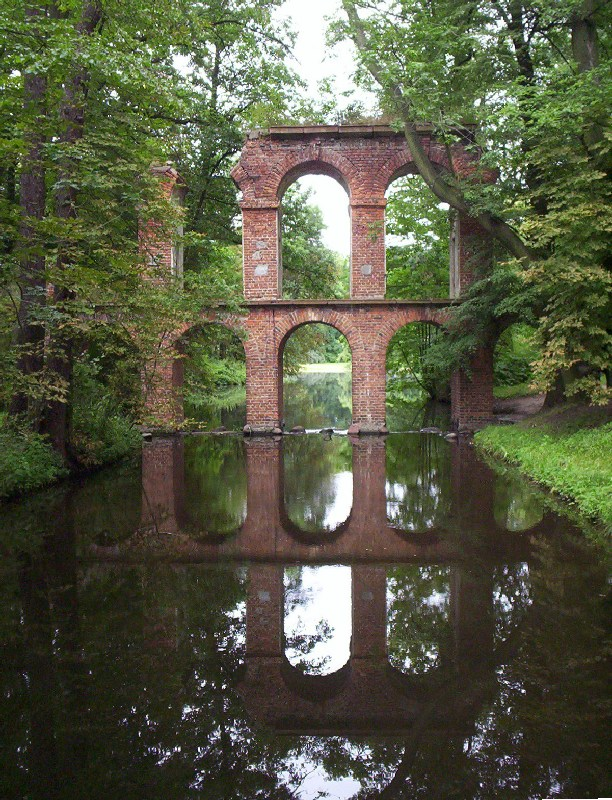
Römischer Aquädukt, eine künstliche Ruine.

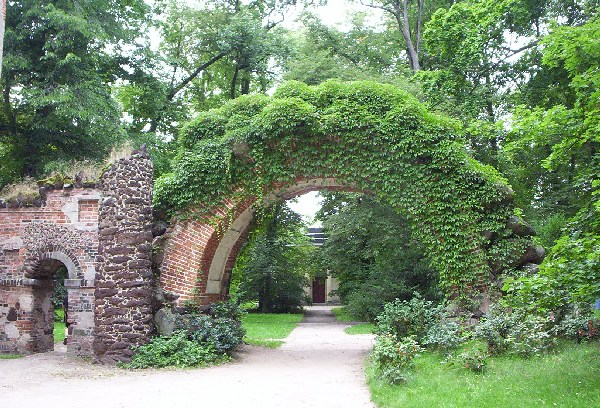
Steinbogen, im Hintergrund rückwärtiges Portal des Tempels der Diana.

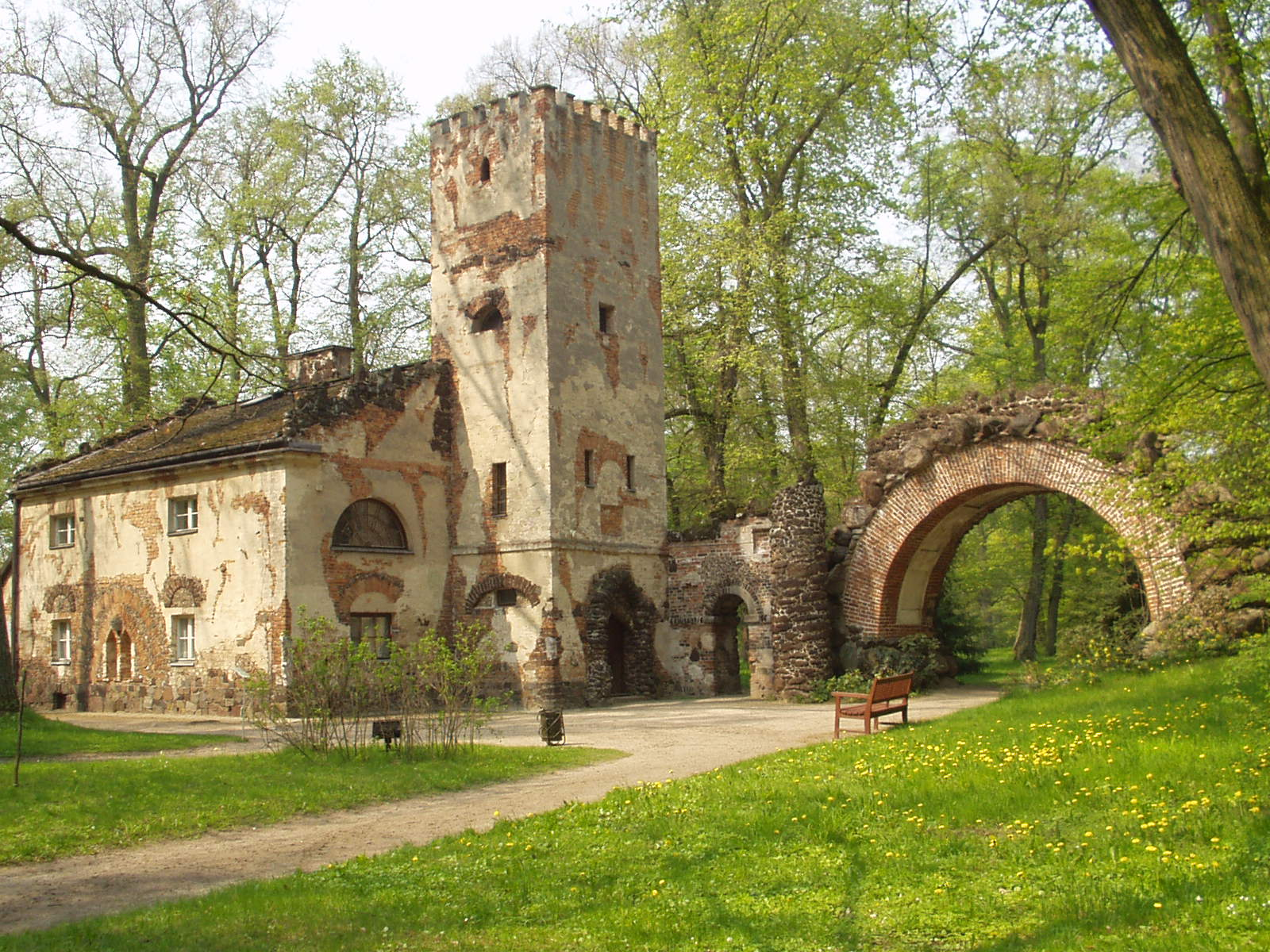
Markgrafenhaus und Steinbogen.

Arkadia ist ein von Helena Radziwiłłowa (1753–1821) angelegter Englischer Landschaftsgarten beim gleichnamigen Dorf zwischen Łowicz und Nieborów, 80 Kilometer westlich von Warschau. Im 19. Jahrhundert vernachlässigt und teilweise zerstört, ist er seit seiner Verstaatlichung im Jahr 1945 dem Nationalmuseum in Warschau angegliedert.

## Geschichte
Der Park wurde ab 1778 von Fürstin Helena geborenen Przezdziecka als Sommersitz der litauischen Magnatenfamilie Radziwiłł nahe deren Palast in Nieborów angelegt. Mit Planung und Ausführung wurde Szymon Bogumił Zug betraut, beteiligt waren Wojciech Jaszczołd und Henryk Ittar. Es entstand ein romantischer Landschaftsgarten, der dem Park von Ermenonville von René-Louis de Girardin ähnelte. Das Konzept beruhte auf einer Landschaftsgestaltung, die sich an einer idealisierten Natur orientierte mit der Idee des Et in Arcadia ego. Für die Staffagen fand Zug Vorbilder in den Gemälden von Charles-Louis Clérisseau. Einen ähnlichen (heute zerstörten) Park legte Helena Radziwiłłowas Rivalin Izabela Czartoryska (1746–1835) in Powązki bei Warschau an.

## Gestalt
Die etwa fünfzehn Hektar große Anlage gliedert sich in drei Bereiche: einen künstlichen See, die umgebende Landschaft in englischem Stil und einen ungestalteten Abschnitt. Im See, der vom Fluss Łupia gespeist wird, befinden sich zwei Inseln. Der Park im engeren Sinn besteht aus lockerem Wald, der mit offenen Wiesenbereichen abwechselt. Im südöstlichen Teil liegt eine als Elysische Felder zu verstehende „Wildnis“ in Form eines offenen Wiesenbereichs.
Ein System verschlungener Wege leitet den Besucher zum zentralen Bauwerk, einem Tempel, dessen Vorplatz einen Ausblick auf den See gewährt. Es existiert ein Rundgang um den See; ferner führte ursprünglich eine Strecke dem Fluss entlang zu der in einer Biegung liegenden Rousseau-Insel. Eine sieben Kilometer lange Lindenallee verbindet Arkadia mit dem Park des Radziwiłł-Palasts in Nieborów.

## Bauwerke

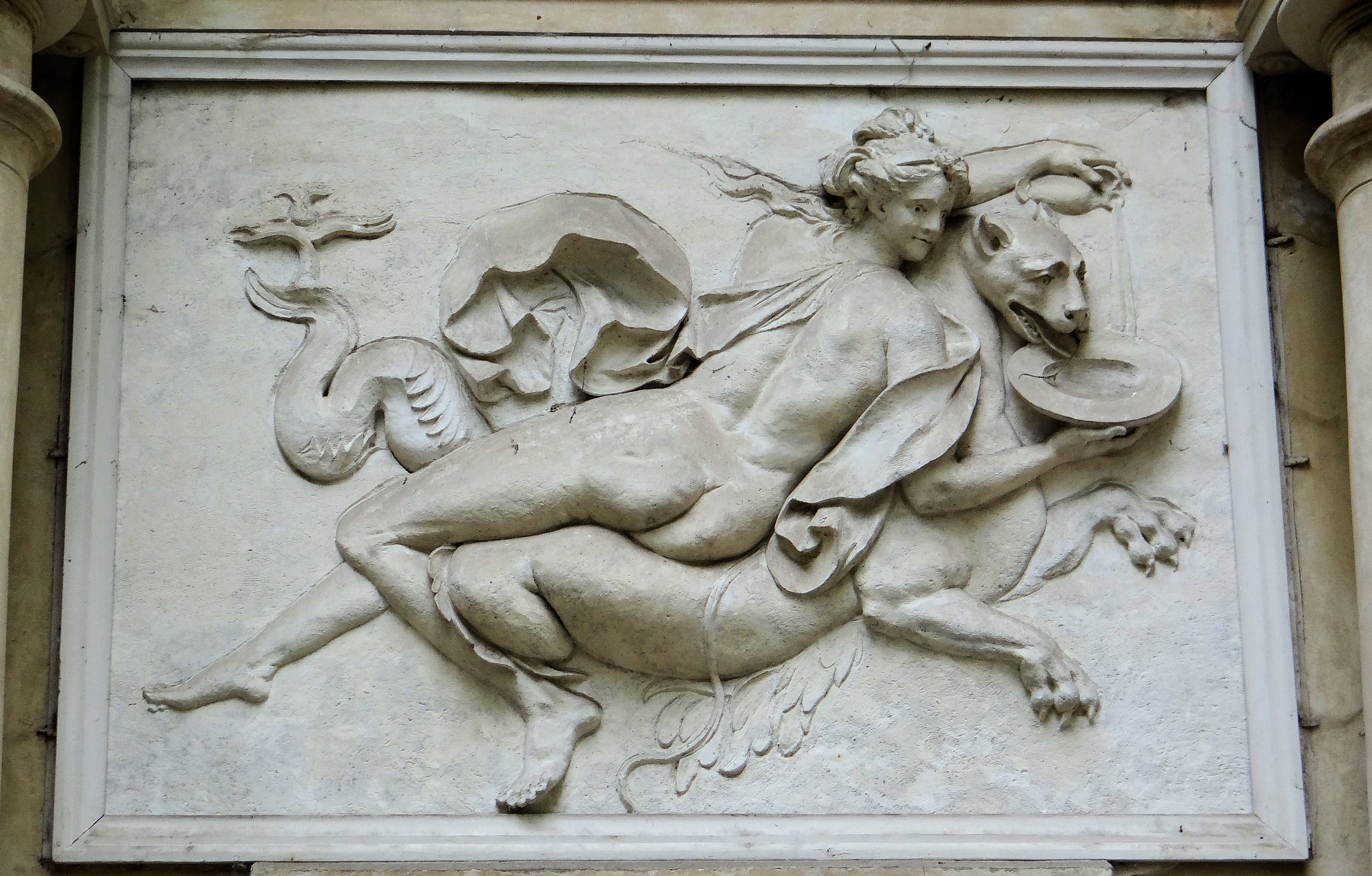
Gioacchino Staggi: Die Hoffnung nährt eine Chimäre, 1778, Haus des Hohepriesters.

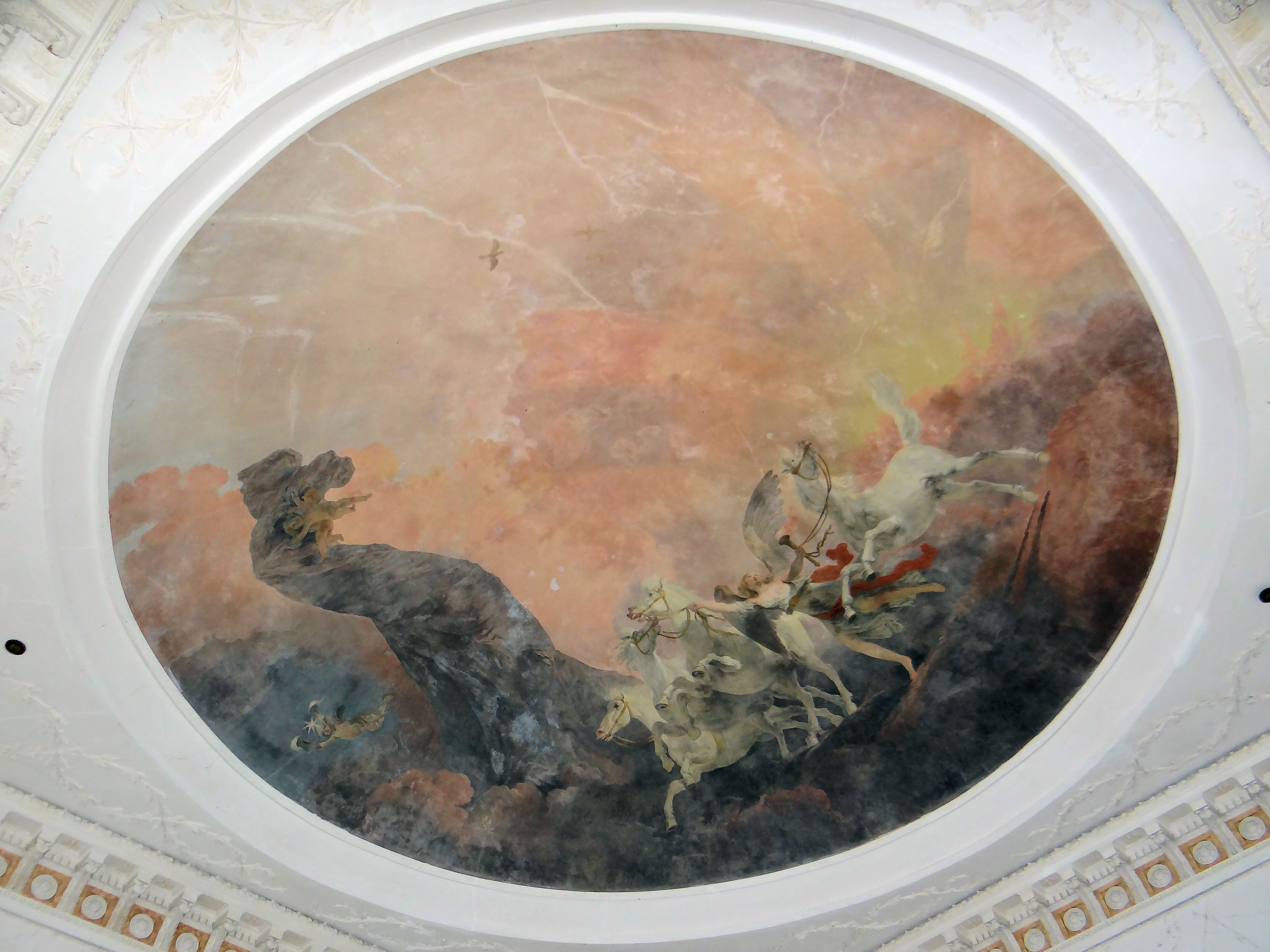
Jean-Pierre Norblin: Dämmerung, Tempel der Diana.

Eine der wichtigsten Staffagen ist der Tempel der Diana (Świątynia Diany), 1783 von Zug in klassizistischem Stil errichtet. Das Gebäude mit viersäuliger Vorhalle weist architektonische Elemente griechischer Tempel auf, die Rückseite ist als halbrunde Kolonnade ausgeführt. Das um 1785 entstandene Deckenfresko „Dämmerung“ von Jean-Pierre Norblin im Innern zeigt Aurora, welche die Pferde Apollos führt. Die Inschrift „Dove pace trovai d’ogni mia guerra“ (Wo Frieden ich fand nach jedem meiner Kämpfe) über dem Dreiecksgiebel der Vorderseite ist ein Zitat aus einem Sonett von Petrarca. Vor dem Tempel führt eine von einer Sphinx und einem Löwen flankierte Treppe zum See.
Ein anderes Bauwerk ist das Haus des Hohepriesters (Przybytek Arcykapłana), welches ebenfalls von Zug entworfen wurde (Baubeginn vor 1783, vollendet nach 1821). In das Gebäude wurden Teile einer abgebrochenen Grabkapelle eingefügt. Ferner befindet sich dort das 1791/92 errichtete Gotische Häuschen nach einer Zeichnung von Aleksander Orłowski. In unmittelbarer Nachbarschaft liegt die Grotte der Sibylle, deren Eingang aus großen Findlingen besteht. Der Römische Aquädukt am Zufluss zum See wurde von Zug als künstliche Ruine gestaltet (1784, rekonstruiert 1952).
Zur weiteren Ausstattung des Gartens zählen der unweit des Tempels der Diana gelegene Steinbogen bzw. Griechische Bogen und das benachbarte „Markgrafenhaus“, beides 1795–1798 von Zug errichtet. Ferner gibt es einen Obelisken und eine Reihe von Statuen. Ein Amphitheater und ein Römischer Zirkus (Hippodrom), beide von Henryk Ittar, sind nicht mehr vorhanden. Auf der Rousseau-Insel befand sich ein Kenotaph von 1790.

## „Radziwillsches Disney-Land“

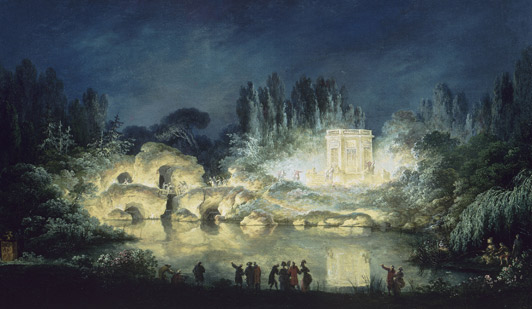
Claude-Louis Châtelet: Illumination von Marie-Antoinettes Park beim Petit Trianon in Versailles, 1781.

Der Schriftsteller Tadeusz Nowakowski, welcher die Rolle Fürstin Helenas und ihres Gatten Michał Hieronim bei den Teilungen Polens geißelte, verfasste ein Inventar des „Radziwillschen Disney-Lands“, das an polemische Beschreibungen von Marie-Antoinettes Parks beim Petit Trianon in Versailles – besonders des Hameau de la Reine – erinnert.

## Film
- Diesseits von Eden. Osteuropas Gartenträume im 18. und 19. Jahrhundert – Garten Arkadia und Schloß Niebórow, Polen. Dokumentarfilm, Deutschland, 2015, 52 Min., Buch: Inga Wolfram und Helge Trimpert, Regie: Inga Wolfram, Moderation: Wladimir Kaminer, Produktion: telekult, MDR, arte, Reihe: Diesseits von Eden, Erstsendung: 7. Juni 2015 bei arte